# Archives de la mémoire trans
Les Archives de la mémoire trans (AMT, en espagnol Archivo de la Memoria Trans) sont des archives argentines dédiées à la collecte et à la récupération du patrimoine historique et culturel des personnes transgenres, transsexuelles et travesties du pays,. Les Archives cherchent à agir comme une mémoire collective pour les identités trans argentines, en veillant à ce que leurs histoires, en particulier celles marquées par la discrimination et la violence systémique — souvent réduites au silence ou effacées par les récits officiels — soient préservées et largement accessibles à la communauté. Le projet a été conçu par les activistes transgenres María Belén Correa (es) et Claudia Pía Baudracco (es), et fondé par la première en 2012, peu après la mort de Baudracco,,. Il s'agissait au départ d'un groupe Facebook fermé créé par Correa, axé sur le partage de photographies personnelles et d'anecdotes de femmes transgenres argentines. Grâce à la photographe Cecilia Estalles, il a évolué vers un petit collectif dédié à la collecte, la conservation et la numérisation de documents, en suivant les normes d'archivage,. Les Archives contiennent plus de 25 000 documents qui documentent la vie des personnes trans en Argentine — depuis le début du XXe siècle jusqu'à la fin des années 1990 —, y compris des photographies, des films, des enregistrements sonores, des articles de journaux et de magazines, des documents d'identité, des lettres, des cartes postales, des notes et des dossiers de police. Les archivistes du projet sont des femmes transgenres âgées qui, pour la première fois, sont investies dans un environnement de travail de ce type. Pionnières en Amérique latine, les Archives ont inspiré des initiatives similaires dans d'autres pays de la région, comme le Mexique, le Honduras, Cuba, la Colombie, le Chili et l'Uruguay, entre autres. En plus de sa mission de préservation, les AMT ont mené plusieurs manifestations politiques et actions en justice pour obtenir des réparations historiques pour la communauté trans. En 2023, les Archives ont reçu la plus haute distinction honoris causa décernée par l'Université nationale de La Plata.
En plus de ses efforts de préservation et d'activisme, les AMT ont cherché à diffuser ses collections, qui ont été présentées à la fois dans des expositions physiques et sur des plateformes numériques dans des musées et des institutions à l'intérieur et à l'extérieur du pays, tels que le Museo Reina Sofía, la Tate Modern et la Biennale de São Paulo, ce qui a donné au projet une reconnaissance internationale,. Les Archives ont également fait l'objet d'une série documentaire diffusée en première sur la chaîne Encuentro (es), ont produit un podcast et une radionovela (es) (feuilleton radiophonique),, et ont participé au film documentaire Álbum de familia (2024). Après avoir coédité un livre photo en 2020 avec l'éditeur Chaco basé à Buenos Aires, les AMT ont fondé leur propre maison d'édition indépendante en 2022, dédiée à la promotion des auteurs et des thèmes trans. Le premier livre de cette maison d'édition était Si te viera tu madre (Si ta mère te voyait), publié la même année, qui explore la vie et l'activisme de Claudia Pía Baudracco à travers des textes et des photos. Cela a été suivi par Nuestros códigos (Nos codes) en 2023, un livre-objet qui comprend des photos et des citations de femmes trans en dialogue avec des documents d'autres archives, provenant d'institutions chargées de persécuter la communauté[réf. nécessaire]. Le travail des AMT a également joué un rôle clé dans une décision judiciaire historique du 27 mars 2024, qui, pour la première fois, a reconnu les femmes trans comme victimes de la dernière dictature civilo-militaire.

## Histoire et mission

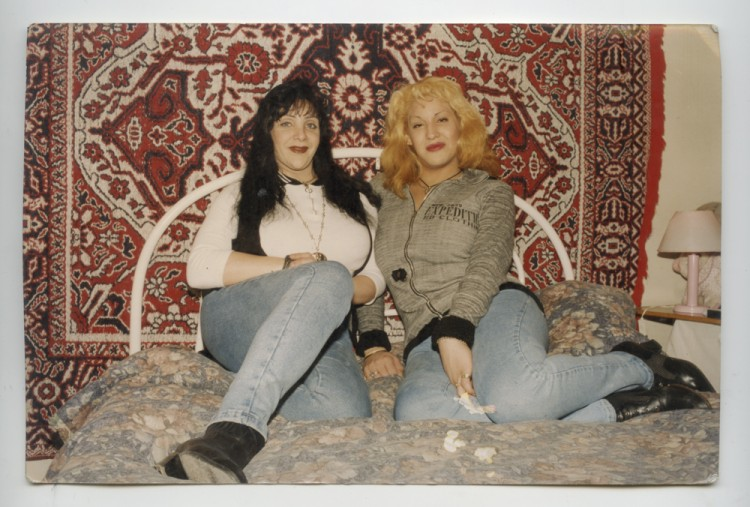
Les militantes Claudia Pía Baudracco (à gauche) et María Belén Correa (à droite), qui ont conçu les Archives, photographiées en 1993.

Les Archives de la mémoire trans (AMT) ont été conçues par Claudia Pía Baudracco et María Belén Correa,, deux militantes influentes qui ont joué un rôle important dans l'émergence du mouvement organisé pour les droits des personnes trans en Argentine au début des années 1990 ,. En 2012, le mouvement a remporté sa plus grande victoire avec l'adoption de la loi sur l'identité de genre, une première mondiale qui reconnaît les personnes transgenres selon leur identité perçue sans les pathologiser et garantit une couverture complète des traitements liés au genre dans les systèmes de santé publics et privés. Correa a soutenu à plusieurs reprises que l’adoption de la loi sur l’identité de genre représentait le véritable début de la démocratie pour les personnes trans, qui, malgré le rétablissement de la démocratie en 1983, continuaient à être confrontées à la persécution, à la violence et à la discrimination[réf. nécessaire]. Deux mois avant l'adoption de la loi, Baudracco, l'une des principales personnes l'ayant portée, meurt et Correa décide de fonder les Archives peu de temps après,. En 2025, elle écrit : « La loi a été un événement historique qui a changé nos vies à jamais. Elle a marqué la fin d’une politique de persécution et le début d’une politique d’inclusion. En Argentine, où la quête d’identité a été un combat constant, la démocratie n’est arrivée pour les personnes trans qu’en 2012. Dans le feu de l’action, de la défense de nos vies, nous devions toujours regarder vers l’avenir, vers la prochaine action, la prochaine mobilisation. Pour moi, la loi ne signifiait pas seulement une pièce d’identité, mais aussi la possibilité de regarder en arrière, de retrouver la mémoire. » Correa fait référence à la lutte des Mères et Grands-mères de la Place de Mai pour la « Mémoire, la Vérité et la Justice » en défense des victimes du terrorisme d'État pendant la dernière dictature civilo-militaire, un effort qu'elle a noté comme une influence clé dans la fondation de l'AMT.

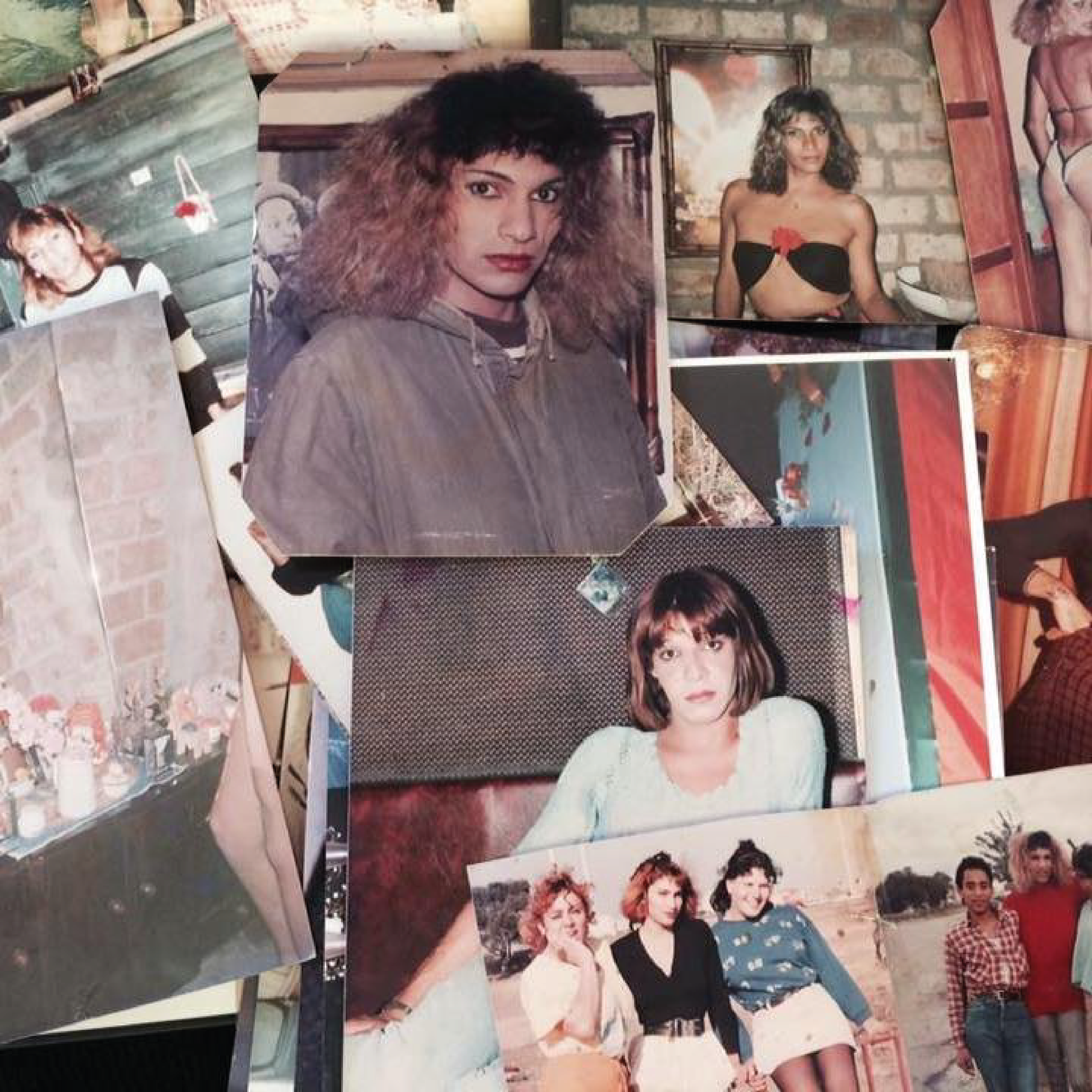
Un ensemble de photographies conservées dans les Archives.

Après la mort de Baudracco, Correa hérite d'une boîte contenant six mille objets, dont des photographies, des documents et divers matériaux qui racontaient sa vie, son activisme et celui d'autres personnes trans, qui devient la première collection documentaire des AMT. La mission des Archives est de collecter et de préserver l'histoire et le patrimoine culturel des personnes transgenres, transsexuelles et travesties du pays, agissant comme une mémoire collective des identités trans argentines. Son objectif est de garantir que les histoires des personnes ayant fait face et résisté à la discrimination et à la violence systémiques, souvent réduites au silence ou effacées des récits officiels, soient préservées et rendues largement accessibles à la communauté,. À ses débuts, le projet commence comme un groupe Facebook privé créé par Correa, où les survivantes et survivants trans peuvent se reconnecter, partager des souvenirs et, selon les mots de Correa, « avant tout, nous savoir en vie »,.

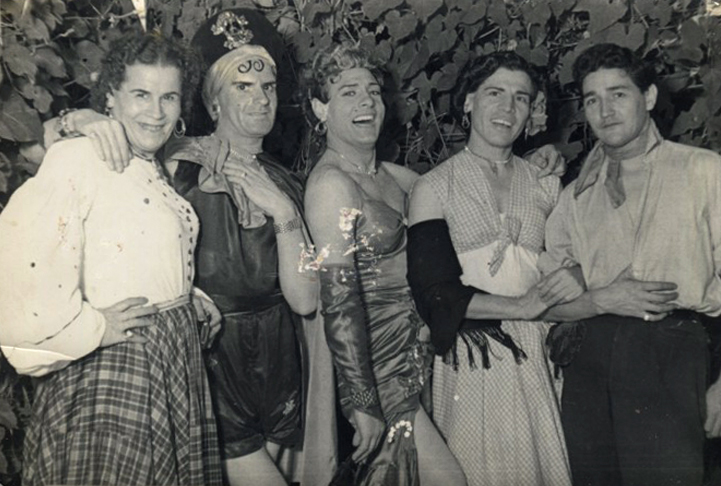
Une photographie de 1945, l'une des plus anciennes des Archives, faisant partie de la collection de Malva Solís

En 2014, Correa entre en contact avec la photographe Cecilia Estalles, dont la perspective enrichit le projet, permettant aux Archives, à travers les contacts établis dans le groupe Facebook, d'élargir leur travail de collecte et de préservation de matériaux, se consolidant comme une archive physique et une collection numérique. De plus, Estalles promeut au sein du groupe l’idée qu’il faut diffuser les collections pour rendre visible l’histoire et la lutte de la communauté trans, en remettant en question les perspectives établies et en veillant à ce que ces récits soient connus de la société dans son ensemble. Selon Correa : « …au début, je ne pensais pas que nos archives devaient être visibles, puisqu'il s'agissait de nos photos personnelles, de souvenirs pour la plupart intimes. Mais la vision d'Estalles m'a fait réfléchir différemment : la visibilité, désormais décidée par nous-mêmes, pourrait rompre avec nombre des fardeaux que la société nous avait imposés jusqu'alors chaque fois qu'elle faisait référence à nous, notamment dans les médias. (…) Aujourd'hui, donc, nos collections l'emportent sur toutes ces images du passé : nous nous montrons comme nous sommes et nous montrons ce que nous voulons montrer, avec nos propre regard ». Cela donne lieu à deux petites expositions, destinées principalement à la communauté LGBTQ, organisées au siège de la Fédération argentine des lesbiennes, gays, bisexuels et trans (FALGBT). En 2017, avec une équipe plus établie, les AMT ont conçu leur première exposition au Centre de mémoire culturelle Haroldo Conti, un lieu hautement symbolique car situé dans l'ancien centre de détention clandestin de l'ESMA, ce qui a permis aux AMT d'acquérir une plus grande reconnaissance et d'élargir la diffusion de ses collections,.

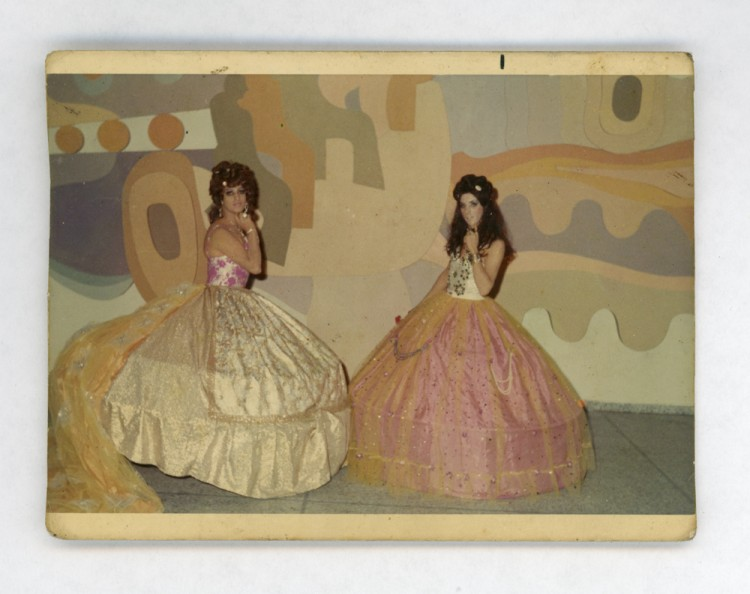
Photographie d'une célébration du carnaval de 1970, faisant partie de l'importante collection d'images de carnaval des Archives, qui enregistre l'un des rares moments où les personnes trans pouvaient apparaître librement en public.

En 2018, les AMT ont reçu le prix Ibermemoria du Secrétariat général ibéro-américain, une reconnaissance qui comprenait une formation en gestion de la documentation et des archives. Cela permet au projet d'adopter des normes d'archivage professionnelles, allant au-delà des méthodes « intuitives » précédemment guidées par l'expérience d'Estalles en tant que photographe. De plus, les AMT ont obtenu un statut juridique qui leur a permis de demander des aides et des subventions, d'obtenir un espace de travail et de payer et de percevoir des honoraires professionnels. L’un des objectifs des AMT est de devenir une source d’emploi pour les personnes transgenres âgées, dont la plupart n’ont pas accès aux pensions et ont été exclues des institutions publiques ; son équipe est composée de femmes transgenres âgées qui, pour la première fois, ont eu accès à des opportunités de développement professionnel qui semblaient auparavant hors de portée,. Les Archives proposent également des formations en numérisation d'images, en photographie contemporaine et en écriture créative pour les personnes trans qui y travaillent. Les années suivantes ont marqué une période de croissance importante et de reconnaissance internationale pour le projet, avec des invitations à participer à des conférences internationales sur l'archivage et l'activisme pour la diversité sexuelle, et des apparitions dans des expositions dans des lieux tels que le site Web de la Tate Modern, le Palacio de la Virreina et le Museo Reina Sofía à Madrid, l'Institut Moreira Salles à São Paulo et la 35e Biennale d'art de São Paulo, ainsi que dans de nombreux musées et institutions renommés en Argentine. Les AMT ont fait l'objet d'une série documentaire en 2021 diffusée en première sur la chaîne Encuentro, ont produit un podcast et un feuilleton radiophonique,, et ont participé au film documentaire Álbum de familia (2024).

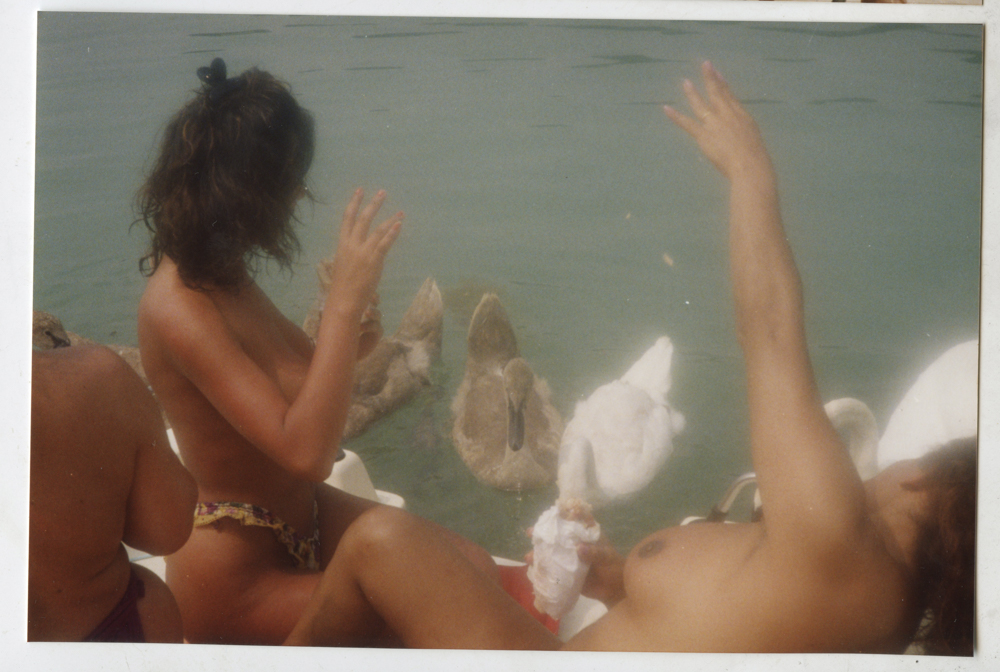
Photographie de 1991, prise pendant l'exil de Baudracco en Italie. Thème récurrent dans les collections des Archives, l’exil représentait souvent l’un des rares moyens pour les personnes transgenres argentines de ne pas vivre cachées.

La première publication imprimée de documents provenant des Archives de la Mémoire Trans est un livre photo du même nom, publié en 2020 par Editorial Chaco à Buenos Aires. Après cette première expérience dans le monde de l'édition, les Archives ont fondé leur propre maison d'édition indépendante en 2022, dédiée à la promotion des auteurs et autrices et des thèmes trans. Correa a indiqué que l'objectif de la maison d'édition d'AMT est de fournir une plate-forme aux personnes trans pour raconter leurs propres histoires, une opportunité rare dans d'autres médias d'édition, ainsi que de créer des emplois pour les personnes trans. Le premier livre des AMT est Si te viera tu madre (Si ta mère te voyait), également publié en 2022, qui se concentre sur la vie et l'activisme de Baudracco à travers des textes et des photos. Le titre suivant est Nuestros códigos (Nos codes) en 2023, un livre-objet qui comprend des photos et des citations de femmes trans qui dialoguent avec des documents d'autres archives, provenant des institutions chargées de persécuter la communauté[réf. nécessaire]. En 2024, les AMT publient le livre Kumas et une réédition mise à jour du premier livre photo de 2020 (El libro rosa, Le livre rose), ainsi que deux fanzines : La abuela y la Travesti et El amor volverá. Contrairement aux livres précédents, qui étaient principalement photographiques, Kumas présente 19 témoignages à la première personne de travestis et de femmes trans, dans lesquels elles partagent leurs histoires de vie. Les collections des AMT sont également apparues dans d'autres publications, telles que le magazine de photographie argentin Balam en 2018, le magazine trans espagnol Candy Transversal en 2022 et le livre Trans History in 99 Objects, publié par Hirmer Publishers en 2024, entre autres.

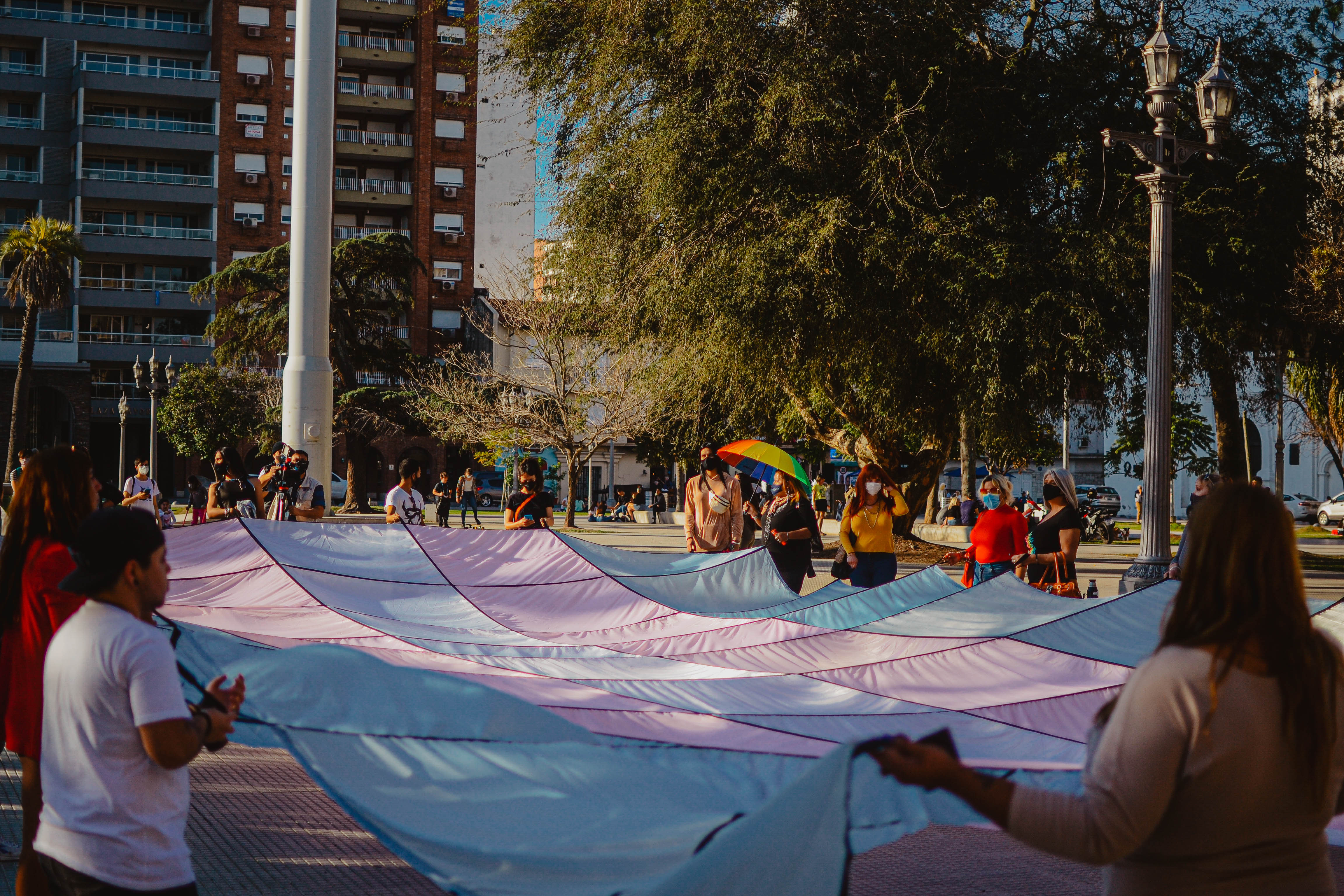
Banderazo dans la ville de Santa Fe, le 22 juillet 2021.

En plus de sa mission de préserver et de partager des documents qui récupèrent et maintiennent la mémoire trans argentine, les AMT mènent également un programme activiste, menant de nombreuses initiatives et actions en justice dans la lutte pour les droits des personnes trans. Depuis 2017, à l'occasion de la Journée internationale du souvenir transgenre, célébrée le 20 novembre, les AMT organisent une manifestation appelée « action des bougies », au cours de laquelle les participants portent des bougies et des photographies de personnes trans décédées ou assassinées, et honorent collectivement leur mémoire. Depuis 2020, les AMT organisent également le « banderazo », une manifestation nationale qui consiste à porter un grand drapeau trans à travers plusieurs provinces d'Argentine,. À chaque arrêt, les noms des personnes trans et travesties décédées sont inscrits sur le drapeau en guise d'acte collectif de commémoration,. Cette action politique de visibilité et de revendication des droits culmine lors de la Journée internationale du souvenir transgenre dans l'ancien centre de détention clandestin de l'ESMA, et s'inscrit dans des revendications plus larges en faveur d'une loi transgenre globale et d'une réparation historique,.

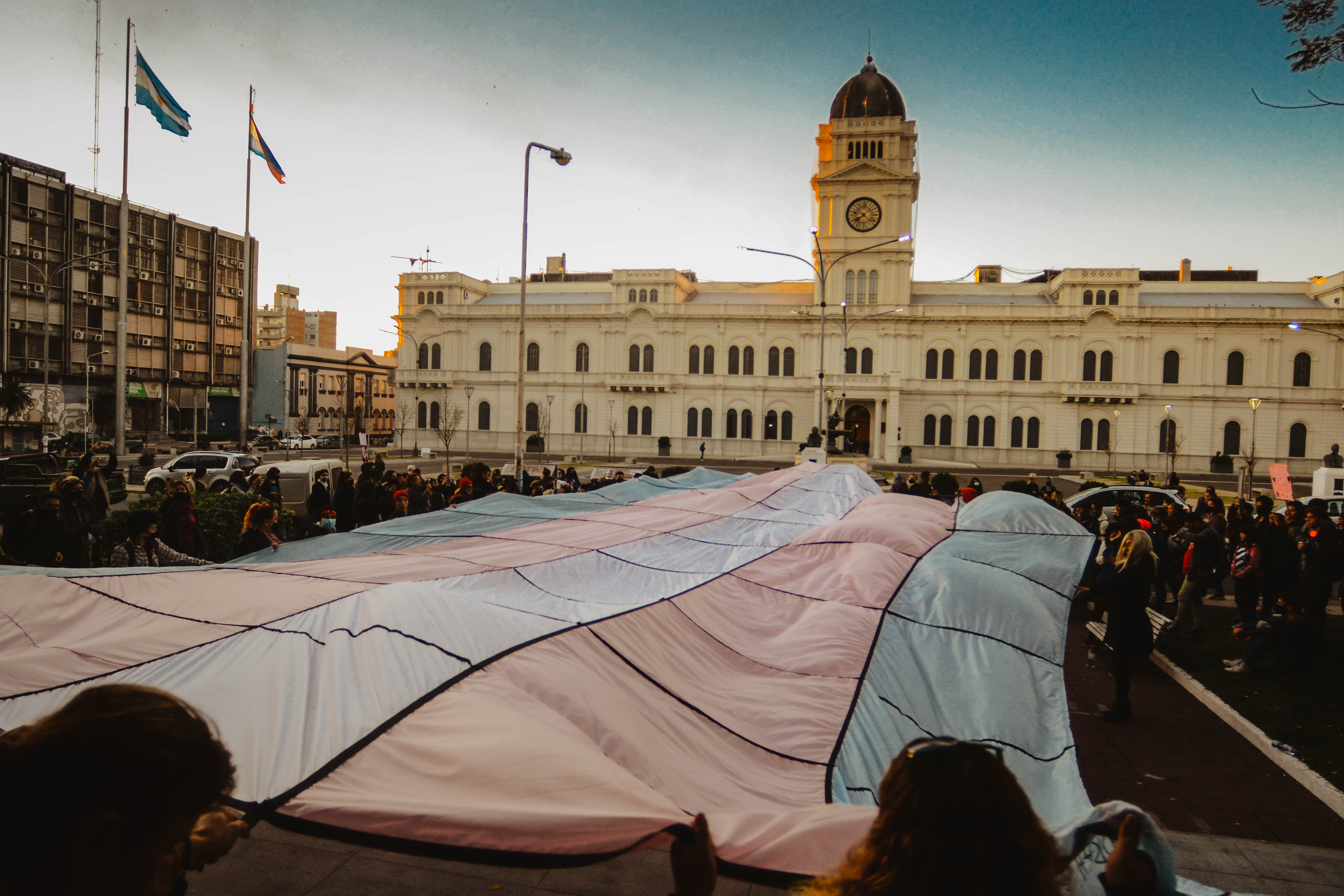
Banderazo à Paraná, Entre Ríos, le 26 juillet 2021.

Le 26 mars 2024, une décision historique dans le « Procès des Brigades » marque la première fois que les femmes transgenres sont officiellement reconnues comme victimes de crimes contre l'humanité commis pendant la dernière dictature civilo-militaire, entraînant la condamnation de dix anciens répresseurs pour des crimes comprenant la privation illégale de liberté, la torture et les abus sexuels aggravés, perpétrés dans le centre de détention clandestin connu sous le nom de Pozo de Banfield. Les AMT ont joué un rôle clé pour permettre cette reconnaissance judiciaire ; leur collecte historique et testimoniale a été décisive pour permettre aux femmes trans de témoigner et d’être reconnues comme victimes du terrorisme d’État. En apprenant la nouvelle, Correa déclare : « Malheureusement, ces procès arrivent trop tard pour nous, mais il est gratifiant que, pour la première fois, nos compagnes trans soient incluses afin qu'elles puissent témoigner de ce qu'elles ont vécu. (...) C'est un jour historique car, pour la première fois, la communauté trans est incluse dans ces procès, même si, pendant longtemps, la mémoire a été un privilège. J'espère que ce sera un point de départ pour que le reste de nos compagnes trans puissent également commencer à témoigner, afin qu'elles comprennent qu'elles peuvent être entendues ».
En novembre 2024, avec le soutien du Centre d'études juridiques et sociales (CELS), les Archives de la mémoire trans ont dirigé le dépôt d'un recours en amparo pour reconnaître officiellement la violence institutionnelle et la discrimination structurelle subies depuis des décennies par treize femmes trans et travesties, dans le but de garantir leur droit à la sécurité sociale en élargissant le champ d'application de la loi nationale sur la retraite et les pensions pour inclure leurs expériences. Cette action a été décrite comme une étape importante pour la communauté trans argentine et vise à permettre à d’autres travestis et femmes trans de plus de 50 ans d’accéder au droit à la sécurité sociale comme mesure de réparation historique. Correa, qui fait partie des plaignantes, déclare : « Cette action crée un précédent, car pour la première fois, des personnes se présentent avec des dossiers de police en main. Auparavant, c'était toujours notre histoire, car, comme je le disais, nous avions toujours la mémoire et la vérité, il nous manquait toujours la dernière partie, qui est la justice ».

## Impact
Les AMT sont reconnues comme un projet pionnier en Amérique latine,. On leur attribue le mérite d'avoir introduit des innovations dans la pratique archivistique en employant une approche non chronologique et « affective » pour organiser les documents, avec une structure flexible et décentralisée qui permet une préservation plus inclusive des histoires trans, en utilisant diverses formes de documentation, telles que des témoignages oraux et des documents visuels, que les archives traditionnelles négligent souvent. En mettant l’accent sur les voix des personnes trans et en remettant en question les récits officiels, les AMT ont introduit de nouvelles approches des pratiques d’archivage, augmentant l’accessibilité et l’engagement communautaire dans la préservation de la mémoire. En septembre 2023, l'Université nationale de La Plata a décerné la plus haute distinction honoris causa aux AMT, la décrivant comme un « hommage et une reconnaissance du travail réalisé par ce projet collectif, indépendant et autogéré, avec la visibilité des droits des personnes travesties et trans dans notre pays et récupérant ainsi ces mémoires 40 ans après le retour de la démocratie ».
L’impact des archives peut être observé dans son rôle d’inspiration pour des initiatives similaires dans plusieurs pays, tels que le Mexique, le Honduras, le Canada, Cuba, la Colombie, le Chili et l’Uruguay. Plusieurs de ces projets, tels que les Archives de la Mémoire Trans-Mexique, CubaneCuir, et les Archives queer du Honduras, ont explicitement cité les AMT comme leur principal point de référence. Interviewé par Infobae en 2022, l'historien Patricio Simonetto a déclaré que la prolifération des archives inspirées des AMT marque un « moment charnière » pour l'histoire LGBTQ du continent, car elles « transforment notre notion de ce qui est archivable, de la valeur d'un document et de qui mérite de laisser une trace pour la postérité », opérant « contre un récit hétérosexuel qui a réduit ces personnes à des rapports de police ou à l'exotisme et nous permet de raconter d'autres histoires qui ne sont pas seulement définies par la violence, mais aussi par la joie ».
L’émergence d’archives LGBTQ latino-américaines inspirées par les AMT a également conduit au développement de tables rondes et de conférences, favorisant les débats transnationaux et les connexions entre ces espaces, par exemple une table ronde de 2022 sur « L’histoire trans latino-américaine » organisée par l’University College London,. En 2024, l’AMT, en collaboration avec le Musée Bajubá du Brésil – une autre référence clé dans la région – organise le premier Congrès latino-américain des archives trans, un événement historique qui a réuni des représentants d’archives de 14 pays. À l'occasion de ce congrès, Correa écrit : « Partager et faire connaître le langage archivistique lors de ce premier Congrès latino-américain (dans la mesure où l'information est un pouvoir) permet de renforcer un grand nombre d'archives trans de la région qui, depuis la création de l'Archive argentine de la mémoire trans comme entité visible, résonnent à nos côtés. (...) Il a peut-être été deux fois plus difficile pour nous (les AMT) d'en arriver là sans, au départ, posséder des connaissances professionnelles en archivistique ; c'est pourquoi je crois que, pour nos camarades, il sera beaucoup plus facile de suivre le même chemin, mais avec les enseignements qui seront dispensés lors du Congrès. L'objectif est que les communautés trans de chaque pays latino-américain puissent construire, avec cet espace de résistance, de mémoire et d'avenir que constituent les archives, de la manière la plus professionnelle et la plus légitime possible ».